# Fritz Hansen (virksomhed)
 For alternative betydninger, se Fritz Hansen. (Se også artikler, som begynder med Fritz Hansen)
Fritz Hansen A/S er en internationalt berømmet dansk møbelproducent, der blev grundlagt 1872 af snedkermester Fritz Hansen (1847-1902). Firmaet har hovedsæde i Allerød.
Fritz Hansen blev udlært snedker og kabinetmager i sin fødeby Nakskov og som 25-årig tog han til hovedstaden, hvor han i 1872 tog borgerskab. Den egentlige møbelproduktion startede nogle år senere i 1885 i København og blev i løbet af få år til en blomstrende forretning på Christianshavn i den centrale del af København. I 1896 blev forretningen udvidet betydeligt, idet Fritz Hansen erhvervede en grund i Lillerød, hvor han to år senere åbnede eget savværk (Lillerød Savværk). I 1899 overtog Fritz Hansens søn og efterfølger, Christian E. Hansen (1874-1954), virksomheden, der da beskæftigede 50 mand. Grundlæggeren døde i 1902, kun 55 år gammel.
I 1915 var Christian E. Hansen en af de første til at introducere dampbøjet træ, der senere er blevet til klassikere som Arne Jacobsens Myren og Syveren (3107), men som også indgår som element i mange andre danske designklassikere. I 1920'erne og 1930'erne begyndte virksomheden at gå fra en håndværksvirksomhed til en industrialiseret virksomhed og indledte samtidig eksperimenter med stålrørsmøbler efter Marcel Breuers og Ludwig Mies van der Rohes forbillede. Christian E. Hansen optrådte selv som designer, bl.a. af en række funktionalistiske egetræsmøbler og af den kendte Canadastol (1940, model FH 2252), men indledte gradvist et samarbejde med tidens designere. Ove Boldt designede Windsorstolen (1942, model FH 1638).
Chr. E. Hansen havde tre sønner, hvoraf de to i 1928 kom ind i familiefirmaet: Poul Fritz Hansen (1902-1987), Søren Christian Hansen (1905-1977). Senere kom den yngste bror Knud Marius Hansen (1911-?) også med i familieforetagendet. Brødrenes uddannelser supplerede hinanden godt: Fritz var uddannet stolemager, Søren fik en handelsuddannelse og Knud blev forstmand. Poul og Søren Hansen blev medindehavere i 1933. Poul blev chef for møbelfabrikken, mens broderen Søren tog sig af administrationen og udstillingen.
Under Besættelsen opstod der naturligvis en mangelsituation, og mange af møblerne fra krigsårene blev produceret med fantasifuld anvendelse af det forhåndenværende. Bl.a. er gjordene på 1940'ernes møbler ofte lavet af papir.
Poul Hansen revolutionerede dansk møbeldesign, da han fik datidens førende arkitekter til at tegne møbler for sig. Med Arne Jacobsens formpressede stol fra 1951 blev begyndelsen på et omfattende samarbejde med tidens designere, der satte Fritz Hansen i forgrunden af Danish Design-eksportbølgen i 1950'erne og 1960'erne. Produktionen omfattede møbler af Børge Mogensen, Hans J. Wegner, Arne Jacobsen, Mogens Lassen og Ole Wanscher.
I 1954 døde Christian E. Hansen. I 1955 blev firmaet omdannet til aktieselskab og samme år blev Fritz og Søren Hansen direktører (delt ledelse) og medlem af bestyrelsen for dette. De var direktører frem til 1975.
Fra 1970'erne og til i dag er samarbejdet med tidens møbelarkitekter fortsat og har bl.a. omfattet Verner Panton, Nanna Ditzel og Kasper Salto, Piero Lissoni, Piet Hein/Bruno Mathsson. I 1982 blev Poul Kjærholm kollektionen overtaget.
I 1979 solgte familien fabrikken til Skandinavisk Holding.
Siden 1998 har Jacob Holm (født 1961) været administrerende direktør.
30. juli 2012 meddelte Dagbladet Børsen, at Fritz Hansen A/S lukker for al produktion i Danmark. Over 18 måneder udflages den sidste rest af produktionen, så Arne Jacobsen-klassikere som 7'eren og Myren vil fremover blive fremstillet i Polen. Klassiske stole som Ægget og Svanen produceres I forvejen i Polen.